# Kalibrierung
Kalibrierung (in Anlehnung an das englische Wort calibration auch Kalibration) in der Messtechnik ist ein Messprozess zur Feststellung und Dokumentation der Abweichung von Anzeigewerten eines Messgerätes oder einer Maßverkörperung gegenüber denjenigen von einem anderen Gerät oder einer anderen Maßverkörperung, die in diesem Fall als Normal bezeichnet werden. Nach der Definition des VIM von JCGM 2008 gehört zur Kalibrierung ein zweiter Schritt, nämlich die Berücksichtigung der ermittelten Abweichung bei der anschließenden Benutzung des Messgerätes zur Korrektur der abgelesenen Werte. Nach DIN1319-1 beinhaltet die Kalibrierung keinen Eingriff, der das Messgerät verändert; eine Anpassung des Messgerätes auf Basis der Ergebnisse aus der Kalibrierung wird als Justierung bezeichnet.
Der Begriff Kalibrierung wird häufig mit den nicht synonymen Wörtern Eichung, Konformitätsaussage, Spezifikationsprüfung, Abgleich, Justierung oder Zertifizierung verwechselt, zur Abgrenzung siehe unten.

## Rückführbarkeit
Bei einer metrologisch rückführbaren Kalibrierung wird ein Normal eingesetzt, dessen Wert ebenfalls rückführbar bestimmt ist: Solch ein Normal besitzt entweder selbst eine Kalibrierung, die durch eine ununterbrochene Kette von Kalibrierungen eine Beziehung zu den Definitionen der SI-Einheiten hat, oder es handelt sich um die „Realisierung“ einer Maßeinheit. Diese Beziehung wird ausgedrückt durch die beiden Parameter Abweichung und Kalibrierunsicherheit. Wird das Ergebnis der Kalibrierung nun wiederum mit Abweichung und Unsicherheit ausgedrückt, so ist auch dieses Kalibrierergebnis rückführbar. Rückführbarkeit ist also die Eigenschaft eines Ergebnisses und nicht eines Gerätes. Durch eine Kalibrierung wird diese Rückführbarkeit erzeugt oder bestätigt.

## Zunahme der Unsicherheit bei einer Kalibrierung
Mit jeder Kalibrierung entlang der Rückführbarkeitskette nimmt die Unsicherheit zu. Die kalibrierten Gegenstände sind somit immer niederwertiger (von niederer Ordnung) als die Normale, mit denen sie kalibriert wurden.

## Kalibrierung ist eine Momentaufnahme
Aussagen über das zeitliche Verhalten eines Messgerätes können erst nach einigen erfolgten Kalibrierungen gemacht werden. Erst durch diese Betrachtungen und entsprechende zusätzliche Unsicherheitsbeiträge behalten Messergebnisse auch für die Dauer zwischen zwei Kalibrierintervallen die Rückführbarkeit.

## Vorgehensweise bei einer Kalibrierung
Zu einer Kalibrierung gehört
- die Definition des Messprozesses
  - Umgebungsbedingungen
  - erforderliche Normale
  - Vorgehensweise
- Erstellung eines mathematischen Modells zur Auswertung der Kalibrierung inklusive ihrer Unsicherheit
- Durchführung der Kalibrierung
- Erstellung eines Ergebnisberichts, auch Kalibrierschein oder Kalibrierzertifikat  genannt, mit Angabe eines vollständigen Ergebnisses, also Abweichung und Kalibrierunsicherheit.

## Kalibrierschein
Ein Kalibrierschein ist ein Dokument, das die Ergebnisse einer Kalibrierung festhält. Er wird von Kalibrierlaboratorien ausgestellt und enthält Informationen wie die gemessenen Werte, die zugehörigen Messunsicherheiten sowie Angaben zur Rückführbarkeit auf nationale oder internationale Messnormale. Er dient als Nachweis für die Genauigkeit eines Messgeräts.
Der Digitale Kalibrierschein (englisch: Digital Calibration Certificate, DCC) ist die digitale Weiterentwicklung des klassischen Kalibrierscheins. Der DCC wird in einem standardisierten XML-Format erstellt und enthält sämtliche Informationen des papierbasierten Scheins, zusätzlich aber auch strukturierte, maschinenlesbare Daten. Dadurch kann er direkt in digitale Qualitätsmanagementsysteme eingebunden und automatisiert weiterverarbeitet werden. Der DCC basiert auf der internationalen Norm DIN EN ISO/IEC 17025 und wurde im Rahmen eines von der Physikalisch-Technischen Bundesanstalt (PTB) koordinierten Projekts des Deutschen Kalibrierdienstes (DKD) entwickelt. Die digitale Form erhöht die Effizienz in der Kalibrierpraxis, reduziert manuelle Fehlerquellen und erleichtert die Rückverfolgbarkeit von Messdaten. Die Authentizität und Integrität der Daten wird über digitale Signaturen und sichere Datenformate gewährleistet. Der DCC ermöglicht auch die revisionssichere Archivierung, was insbesondere für regulierte Industrien von Vorteil ist. Die Physikalisch-Technische Bundesanstalt koordiniert die fachliche Weiterentwicklung gemeinsam mit der Bundesanstalt für Materialforschung und -prüfung im Rahmen der Digitalisierungsinitiative QI-Digital und arbeitet zusammen mit Partnern aus Industrie und Forschung an der Etablierung des DCC als international anerkannten und interoperablen Standard. Unternehmen integrieren den DCC bereits in ihre Kalibrierlösungen und betonen die Bedeutung für die digitale Transformation der industriellen Messtechnik. Mit dem DCC wird ein wichtiger Beitrag zur Umsetzung von Industrie 4.0 und zur Digitalisierung der Qualitätsinfrastruktur geleistet.

## Akkreditierung
Staatliche Akkreditierungsstellen akkreditieren Kalibrierlabore und bestätigen dadurch deren Kompetenz für im Akkreditierungsumfang durchgeführte Kalibrierungen.

## Abgrenzung gegen andere Begriffe
- Eine Eichung ist die Bestätigung der Konformität eines dem Gesetz nach eichpflichtigen Messgerätes mit einer gesetzlichen nationalen Vorschrift.
- Eine Konformitätserklärung oder Spezifikationsprüfung kann im Anschluss an eine Kalibrierung erfolgen, ist aber nicht zwingender Bestandteil.
- Nach jeder Justierung muss eine Kalibrierung stattfinden, weil durch die Änderung am Messgerät eine vorher durchgeführte Kalibrierung ungültig wird.
- Eine Zertifizierung ist die Bestätigung einer unabhängigen Zertifizierungsstelle, dass eine Sache (Produkt, Person, System) alle Anforderungen einer Anforderungsliste erfüllt.

## Beispiel
Ein anschauliches Beispiel ist das Kalibrieren einer selbstanzeigenden Waage durch Auflegen von Gewichtsstücken als Normale. Unter Berücksichtigung systematischer Einflüsse (zuvor durch Kalibrierung ermittelte Messabweichungen der Gewichtsstücke; Luftdruck, Temperatur, Auftriebskräfte) und zufälliger Einflüsse wird die Anzeige der Waage mit der aufgelegten Masse verglichen und die Unsicherheit dieser Abweichung ermittelt. Ein einfaches Kalibrierergebnis lautet also: Die Waagenanzeige hat bei einer Belastung von 200 g eine Abweichung von +0,12 g; dieses Ergebnis hat eine Unsicherheit von 0,20 g mit einem Vertrauensbereich von 95 %.

## Richtlinien und Normen
DIN EN ISO 9001:2015: In diesem Regelwerk für die Zertifizierung von Qualitätsmanagementsystemen wird gefordert, dass für das hergestellte Produkt qualitätsrelevante Kenndaten mit kalibrierten Messgeräten gemessen werden.
Neben den Auflagen und technischen Maßnahmen der Qualitätssicherung und Qualitätsmanagement, wie beispielsweise die Prüfmittelüberwachung und rückführbare Kalibrierung von Messmitteln beinhaltet die Kalibrierrichtlinie 2622 von VDI, VDE, DGQ und DKD allgemeine Kalibrieranweisungen Modelle für die Messunsicherheitsberechnung und die Rückführung von Messgrößen für die meisten elektrischen und elektronischen Messgeräte.